# Deniz Yücel
Deniz Yücel (* 10. září 1973, Flörsheim am Main, Německo) je německo-turecký novinář, známý především svou prací pro Die Tageszeitung a Die Welt. Od roku 2017 je vězněný v Turecku.

## Životopis
Deniz Yücel se narodil v Flörsheimu v rodině tureckých imigrantů. Má turecké a německé občanství. V roce 1996 se přestěhoval do Berlína a začal studovat politologii na Freie Universität v Berlíně. Od roku 1999 začal pracovat jako novinář na volné noze pro celou řadu médií. V roce 2014 uveřejnil reportáž Taksim ist überall. Die Gezi-Bewegung und die Zukunft der Türkei o protestním hnutí v Turecku.

## Zatčení
Deniz Yücel pracoval jako německý zahraniční korespondent v Turecku. Opakovně byl kritizován tureckými představiteli ze špionáže a podpory terorismu. V únoru 2017 byl obviněn ze špionáže a uvězněn, což se setkalo s kritikou novinářů, politiků a veřejného mínění v Německu. 16. února 2018 byl Yücel propuštěn z tureckého vězení.

## Dílo
- Taksim ist überall. Die Gezi-Bewegung und die Zukunft der Türkei. Hamburg 2014.
- Und morgen die ganze Türkei. Der lange Aufstieg des Recep Tayyip Erdoğan. Dostupné zde.